# Роберто Морено Саласар
Роберто Морено Саласар (ісп. Roberto Moreno Salazar; 3 квітня 1970) — панамський футбольний арбітр. Арбітр ФІФА з 2002 року. В основному судив футбольні матчі Північної і Центральної Америки.
У 2008 році був головним суддею матчу на Літніх Олімпійських іграх 2008 року між збірною Сербії і Кот-д'Івуару. Входив до розширеного списку кандидатів арбітрів на чемпіонат світу 2010 року, але в підсумковий список не потрапив.